# Одержимая (фильм, 1931)
«Одержимая» (англ. Possessed) — докодексовая драма 1931 года режиссёра Кларенса Брауна с Джоан Кроуфорд и Кларком Гейблом в главных ролях, снятая студией Metro-Goldwyn-Mayer. Ленор Джей Коффи адаптировала сценарий, основанный на бродвейской пьесе Мираж Эдгара Сельвини. «Одержимая» — третий из восьми фильмов кинопары Кроуфорд / Гейбл.

## Сюжет
Фильм рассказывает историю Мэриан Мартин, работницы фабрики, которая преуспевает как любовница богатого юриста. 

## В ролях
- Джоан Кроуфорд — Мэриан Мартин
- Кларк Гейбл — Марк Уитни
- Уоллес Форд — Эл Мэннинг
- Ричард «Скитс» Гэллахер — Уолли Стюарт
- Фрэнк Конрой — Горес Трэверс
- Марджори Уайт — Вернис ЛаВерн
- Джон Мильян — Джон Дрисколл
- Клара Бландик — мать Мэриан
- Фрэнсис Форд — пьяный муж (в титрах не указан)

## Критика
Критик Мордона Холл, написал для The New York Times, что ему понравился фильм и режиссура Кларенса Брауна. Он писал: «Благодаря искусному руководству Кларенса Брауна, красивой постановке и достаточно хорошо написанному сценарию, Одержимая … отрадное зрелище … знакомая тема провинциальной девушки, которая становится любовницей богатого ньюйоркца, наполненная новыми идеями, которые приводят к неожиданности, даже некоторой степени напряжения.»